# Hausen (Wildsteig)
Hausen (ⓘ) ist ein Gemeindeteil der Gemeinde Wildsteig im oberbayerischen Landkreis Weilheim-Schongau. 
Das Dorf Hausen liegt circa vier Kilometer südlich von Wildsteig am Fuße der Hohen Bleick. 
Südlich des Dorfes entspringt die Illach. 
In Hausen befindet sich die katholische Kapelle St. Maria aus dem Jahr 1799.